# NGC 4163
NGC 4163 је галаксија у сазвежђу Ловачки пси која се налази на NGC листи објеката дубоког неба.
Деклинација објекта је + 36° 10' 7" а ректасцензија 12h 12m 9,0s. Привидна величина (магнитуда) објекта NGC 4163 износи 13,4 а фотографска магнитуда 14,0. Налази се на удаљености од 2,825 милиона парсека од Сунца. NGC 4163 је још познат и под ознакама NGC 4167, UGC 7199, MCG 6-27-26, CGCG 187-20, KUG 1209+364, PGC 38881.